# Perušić Donji
Perušić Donji – wieś w Chorwacji, w żupanii zadarskiej, w mieście Benkovac. W 2011 roku liczyła 123 mieszkańców.